# Мобаї-Мбонгі
Мобаї-Мбонгі (фр. Mobayi-Mbongo) — місто в  Демократичній Республіці Конго, розташоване в провінції Північне Убангі.

## Географія
Центр міста розташовується на висоті 427 м над рівнем моря.

## Транспорт
У місті є невеликий аеропорт.

## Демографія
Населення міста по роках:
| 2004 | 2012 |
| ---- | ---- |
| 4679 | 5640 |